# 土呂駅

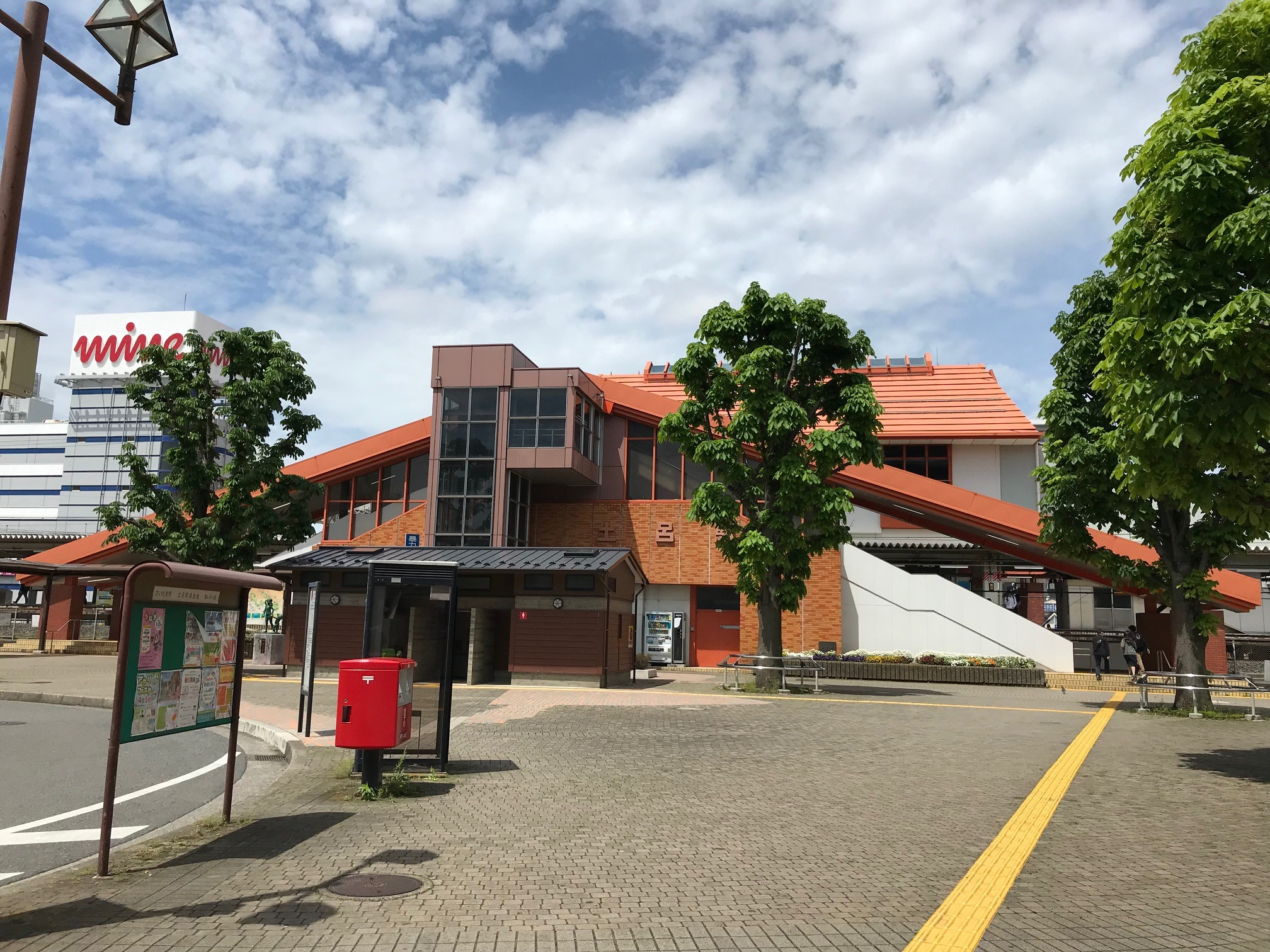
東口（2019年5月）

土呂駅（とろえき）は、埼玉県さいたま市北区土呂町一丁目にある、東日本旅客鉄道（JR東日本）東北本線の駅である。
「宇都宮線」の愛称区間に含まれており、上野駅発着系統と、新宿駅経由で横須賀線に直通する湘南新宿ライン、上野駅・東京駅経由で東海道線に直通する上野東京ラインが停車する。

## 歴史
土呂駅の設置を求める運動は、大正時代から行われていた。1964年（昭和39年）発行の郷土誌では、土呂町に関する記述の中で「土呂駅が京浜東北線の延長の暁には完成をみるとすれば…」とある。1966年（昭和41年）3月、当時の大宮市議会で東北本線土呂駅（仮称）設置の各会派共同提案の動議が可決された。1971年（昭和46年）10月20日に完成を迎えた土呂土地区画整理事業では、土呂町内への東北本線新駅開設に備えて駅前広場が造られた。1978年（昭和53年）5月30日、土呂駅（仮称）設置促進連合会が、新駅設置に関する陳情書を当時の大宮市長・大宮市議会議長あてに提出。1979年には、大宮市が地元住民とともに土呂駅設置期成同盟会を設置し、積極的な誘致活動に乗り出した。1982年（昭和57年）2月に日本国有鉄道（国鉄）が土呂駅の設置を承認し、建設工事が始まった。駅舎のコールテン屋根工事は津覇車輌工業が行った。

### 年表
- 1983年（昭和58年）10月1日：日本国有鉄道（国鉄）の駅として開業[2]。土呂駅開業記念事業実行委員会が寄贈した東口駅前広場のブロンズ像「やすらぎ」の除幕式挙行[2]。
- 1987年（昭和62年）4月1日：国鉄分割民営化に伴い、東日本旅客鉄道（JR東日本）の駅となる。
- 2001年（平成13年）
  - 西口にエレベーターが設置され、運転開始[10]。
  - 11月18日：ICカード「Suica」の利用が可能となる[広報 1]。
- 2003年（平成15年）：東口にエレベーターが設置され、運転開始[10]。
- 2005年（平成17年）：改札内にエレベーターが設置され、運転開始。
- 2007年（平成19年）10月：みどりの窓口が営業終了。
- 2017年（平成29年）4月27日 - 4月30日：さいたま市で「第8回世界盆栽大会 in さいたま」が開催され、会場となったさいたま市大宮盆栽美術館の最寄り駅であることから、改札などへの盆栽の配置や駅構内におけるフラッグや盆栽のモチーフの掲出など、大会に合わせた演出がなされる[広報 2]。
- 2018年（平成30年）3月：ホームの東京寄りに待合室が設置される。

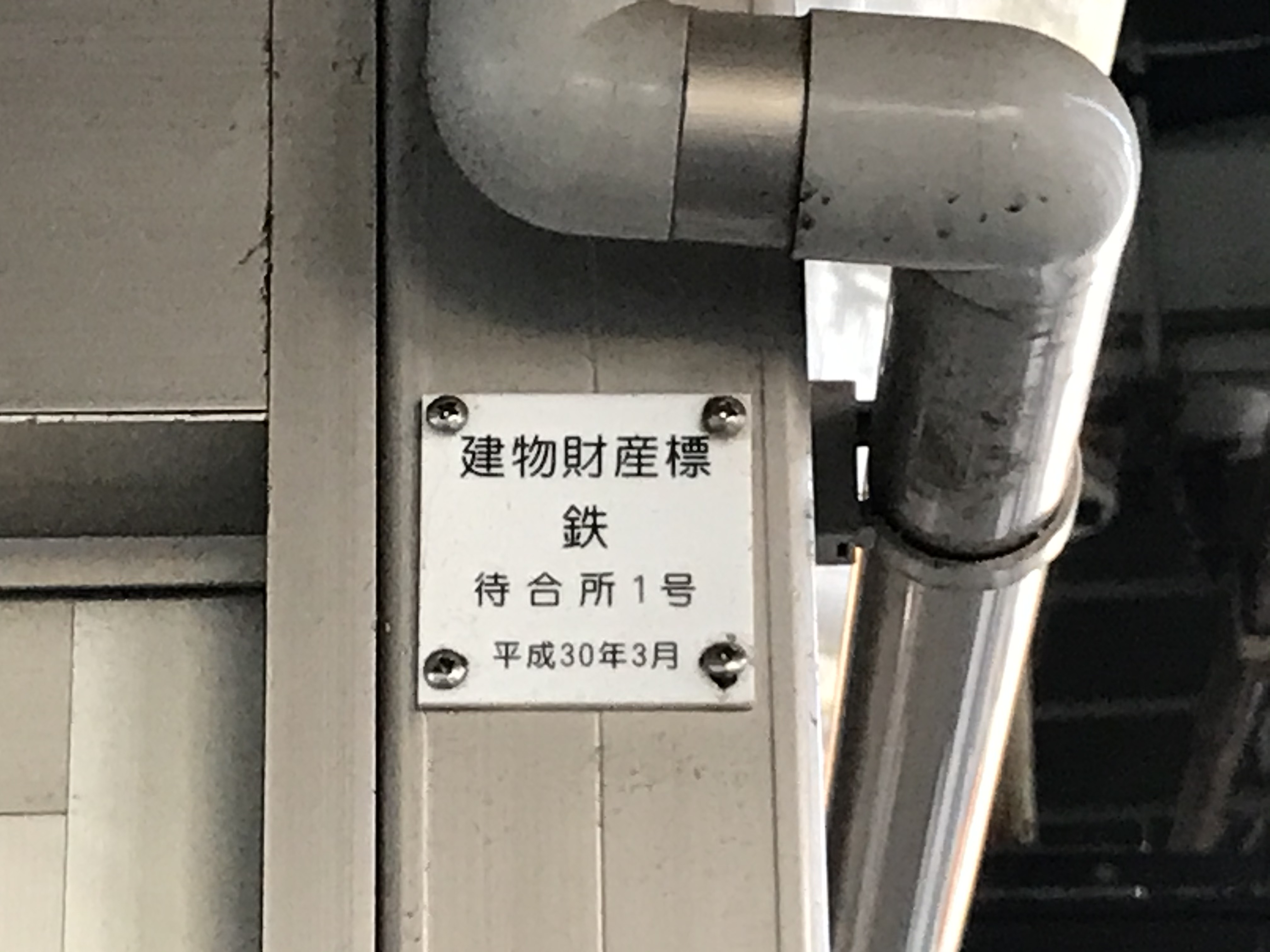
待合室の建物財産標。「平成30年3月」と記載されている。

## 駅構造
島式ホーム1面2線を有する地上駅で、橋上駅舎を有している。ホームの東京寄りには待合室が設けられている。
小山営業統括センター（蓮田駅）管理の業務委託駅（JR東日本ステーションサービスが受託）で、多機能券売機、指定席券売機、Suica対応自動改札機が設置されている。なお、お客さまサポートコールシステムが導入されており、一部の時間帯は遠隔対応のため改札係員は不在となる。

### のりば
| 番線 | 路線                 | 方向 | 行先                             |
| ---- | -------------------- | ---- | -------------------------------- |
| 1    | ■ 宇都宮線（東北線） | 下り | 小山・宇都宮・黒磯方面           |
| 2    | ■ 宇都宮線（東北線） | 上り | 大宮・東京・新宿・横浜・大船方面 |
| 2    | ■ 湘南新宿ライン     | 上り | 大宮・東京・新宿・横浜・大船方面 |
| 2    | ■ 上野東京ライン     | 上り | 大宮・東京・新宿・横浜・大船方面 |

- 湘南新宿ラインの列車は前述のように横須賀線へ直通する。
- その他、ホームはなく当駅の構内扱いでないものの、下り線の西側に大宮駅と大宮総合車両センター東大宮センターを結ぶ回送線が通っている。

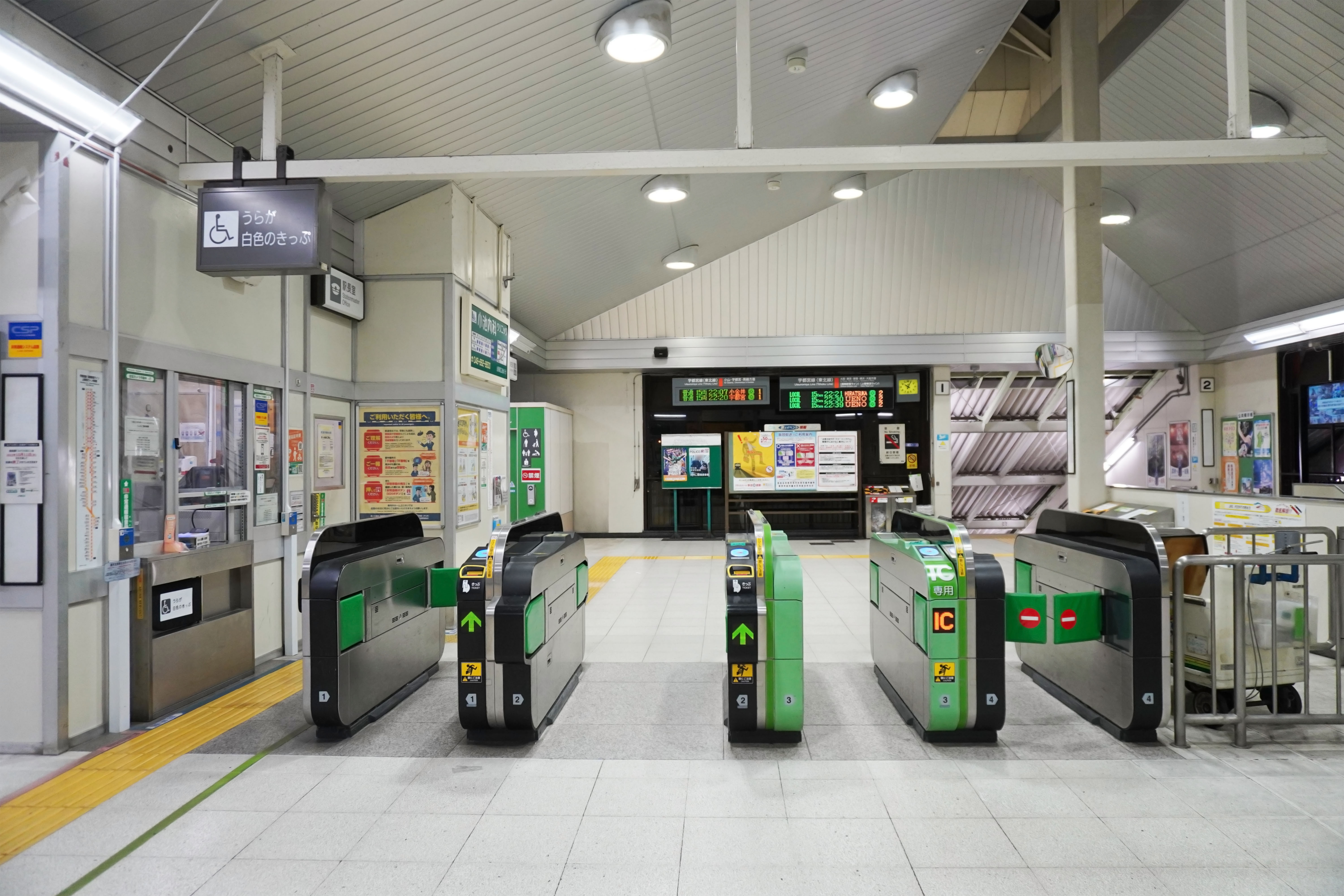
改札口（2024年5月）
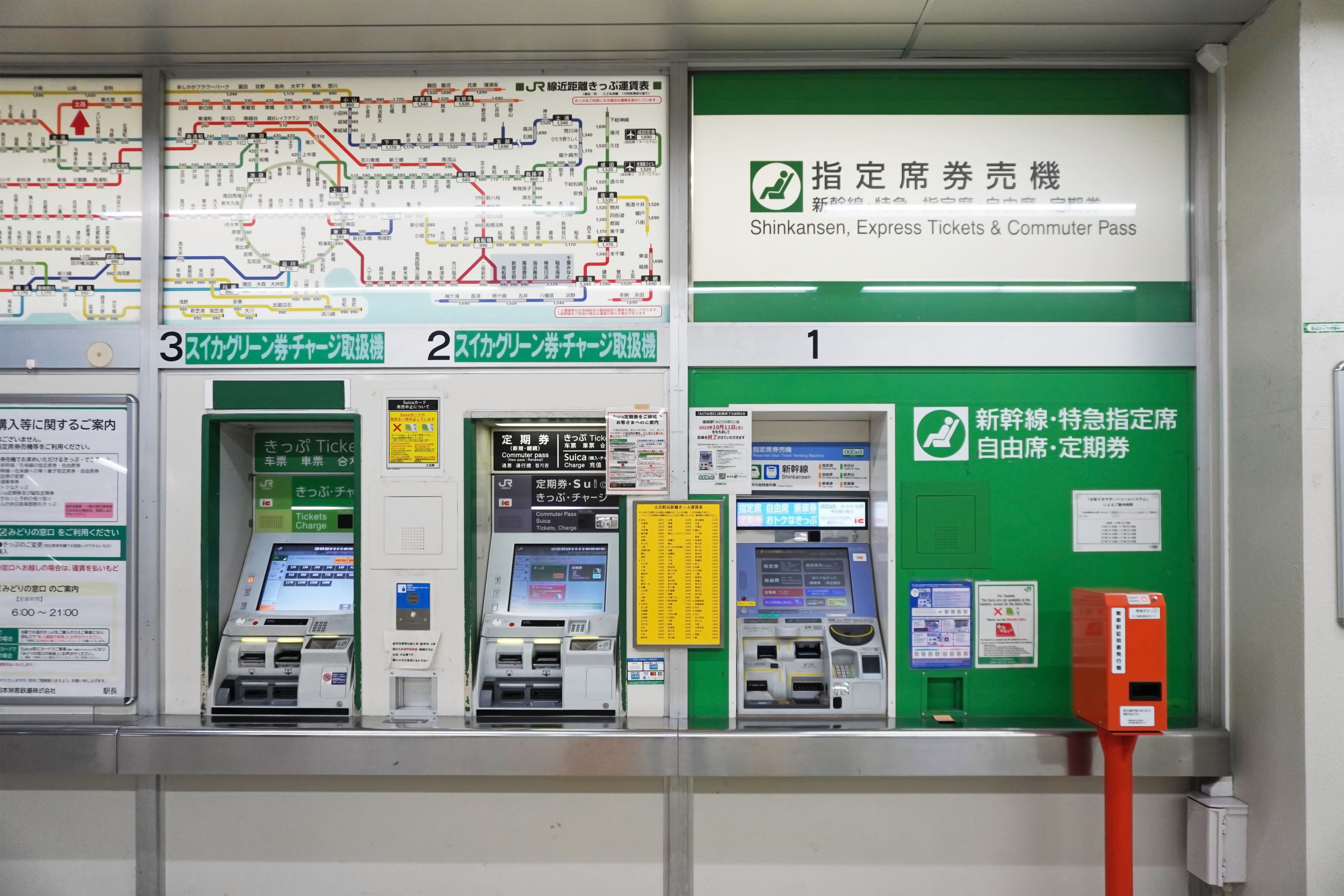
自動券売機（2024年5月）
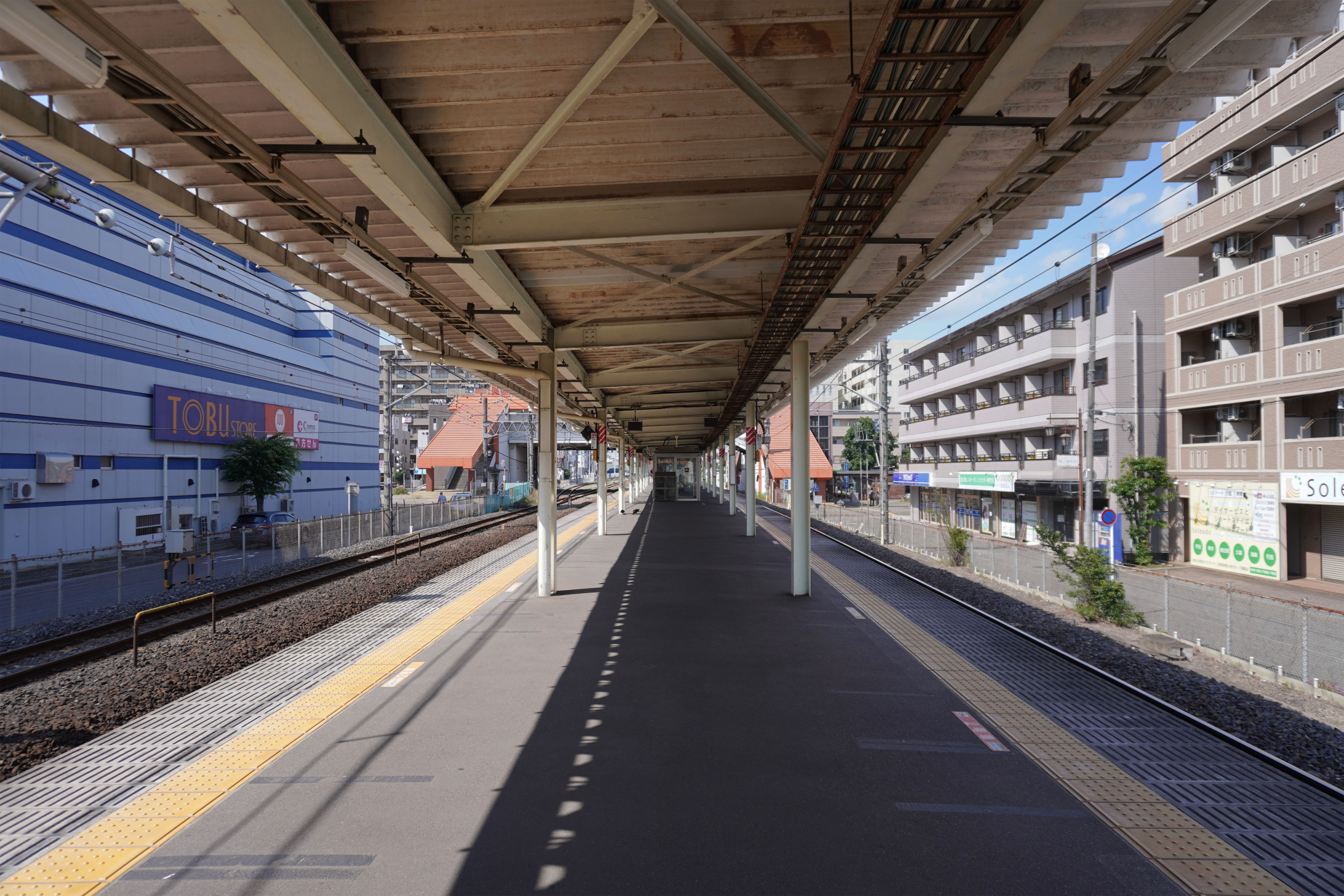
ホーム（2024年6月）
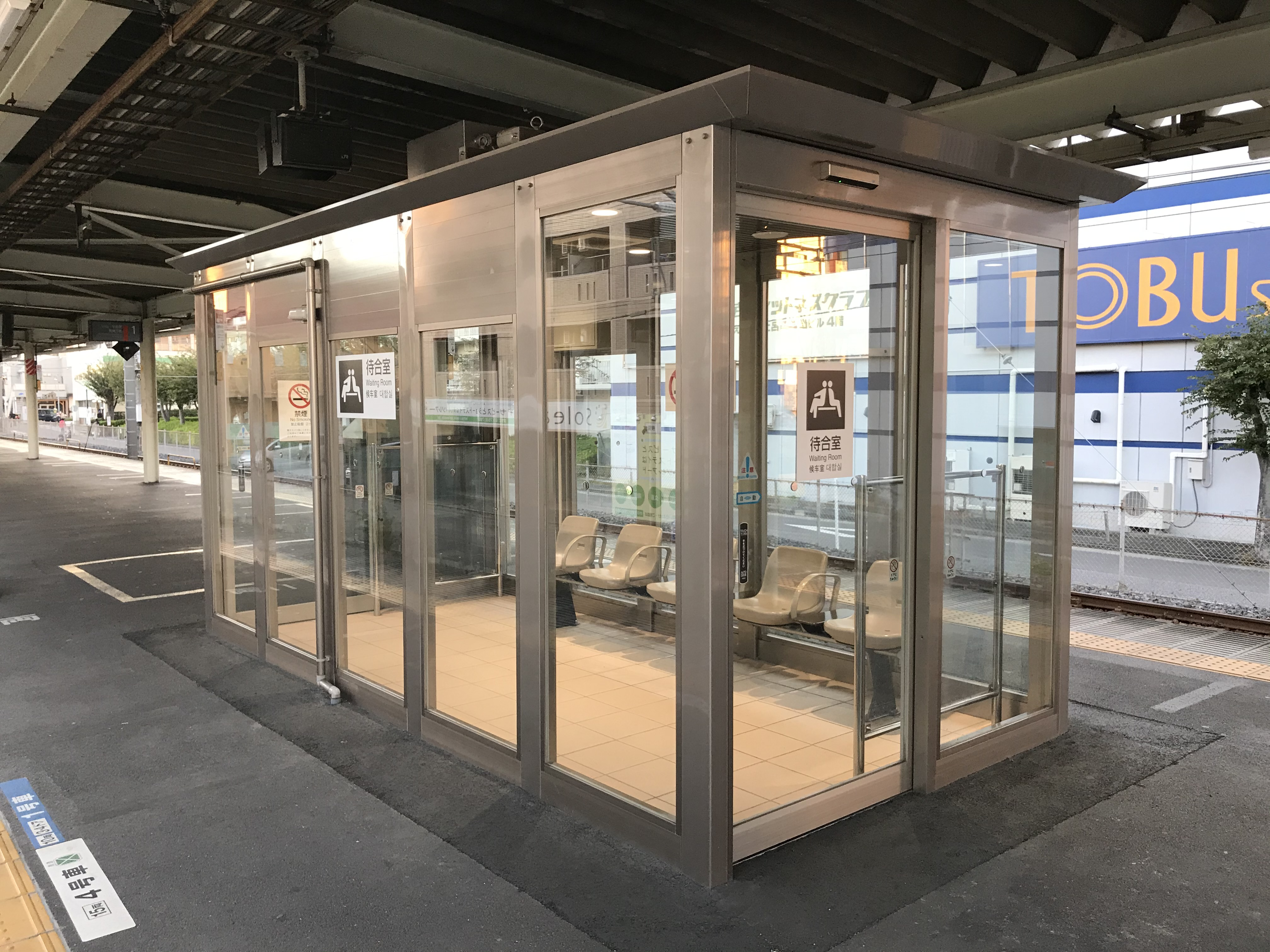
ホームの待合室（2019年11月）

## 利用状況
2023年度（令和5年度）の1日平均乗車人員は14,737人である。
宇都宮線の普通列車のみが停車する駅としては、さいたま新都心駅に次ぐ乗車人員となっている。駅が所在する北区のほか、芝川を挟んだ見沼区の住民の利用も多い。2015年度（平成27年度）の乗車人員は、2000年度（平成12年度）と比べて50.8%増加しており、宇都宮線ではさいたま新都心駅（269.9%増）、新白岡駅（51.4%増）に次ぐ上昇率となっている。
1987年度（昭和62年度）以降の推移は以下のとおり。
| 年度               | 1日平均 乗車人員 | 出典     |
| ------------------ | ---------------- | -------- |
| 1987年（昭和62年） | 5,897            |          |
| 1988年（昭和63年） | 6,756            |          |
| 1989年（平成元年） | 7,210            |          |
| 1990年（平成02年） | 7,737            |          |
| 1991年（平成03年） | 8,291            |          |
| 1992年（平成04年） | 8,666            |          |
| 1993年（平成05年） | 8,839            |          |
| 1994年（平成06年） | 9,116            |          |
| 1995年（平成07年） | 9,461            |          |
| 1996年（平成08年） | 9,685            |          |
| 1997年（平成09年） | 9,573            |          |
| 1998年（平成10年） | 9,747            |          |
| 1999年（平成11年） | 9,943            | [ * 1 ]  |
| 2000年（平成12年） | 10,290           | [ * 2 ]  |
| 2001年（平成13年） | 10,894           | [ * 3 ]  |
| 2002年（平成14年） | 11,199           | [ * 4 ]  |
| 2003年（平成15年） | 11,934           | [ * 5 ]  |
| 2004年（平成16年） | 12,447           | [ * 6 ]  |
| 2005年（平成17年） | 12,479           | [ * 7 ]  |
| 2006年（平成18年） | 12,760           | [ * 8 ]  |
| 2007年（平成19年） | 13,042           | [ * 9 ]  |
| 2008年（平成20年） | 13,117           | [ * 10 ] |
| 2009年（平成21年） | 13,054           | [ * 11 ] |
| 2010年（平成22年） | 13,361           | [ * 12 ] |
| 2011年（平成23年） | 13,371           | [ * 13 ] |
| 2012年（平成24年） | 13,617           | [ * 14 ] |
| 2013年（平成25年） | 14,013           | [ * 15 ] |
| 2014年（平成26年） | 13,966           | [ * 16 ] |
| 2015年（平成27年） | 14,742           | [ * 17 ] |
| 2016年（平成28年） | 15,190           | [ * 18 ] |
| 2017年（平成29年） | 15,514           | [ * 19 ] |
| 2018年（平成30年） | 15,771           | [ * 20 ] |
| 2019年（令和元年） | 15,861           | [ * 21 ] |
| 2020年（令和02年） | 12,306           |          |
| 2021年（令和03年） | 12,925           |          |
| 2022年（令和04年） | 13,881           |          |
| 2023年（令和05年） | 14,737           |          |

一日平均乗車人員（単位：人/日）

## 駅周辺
東口側
- 東武野田線 大宮公園駅
- 市民の森・見沼グリーンセンター
- さいたま市水道局北営業所

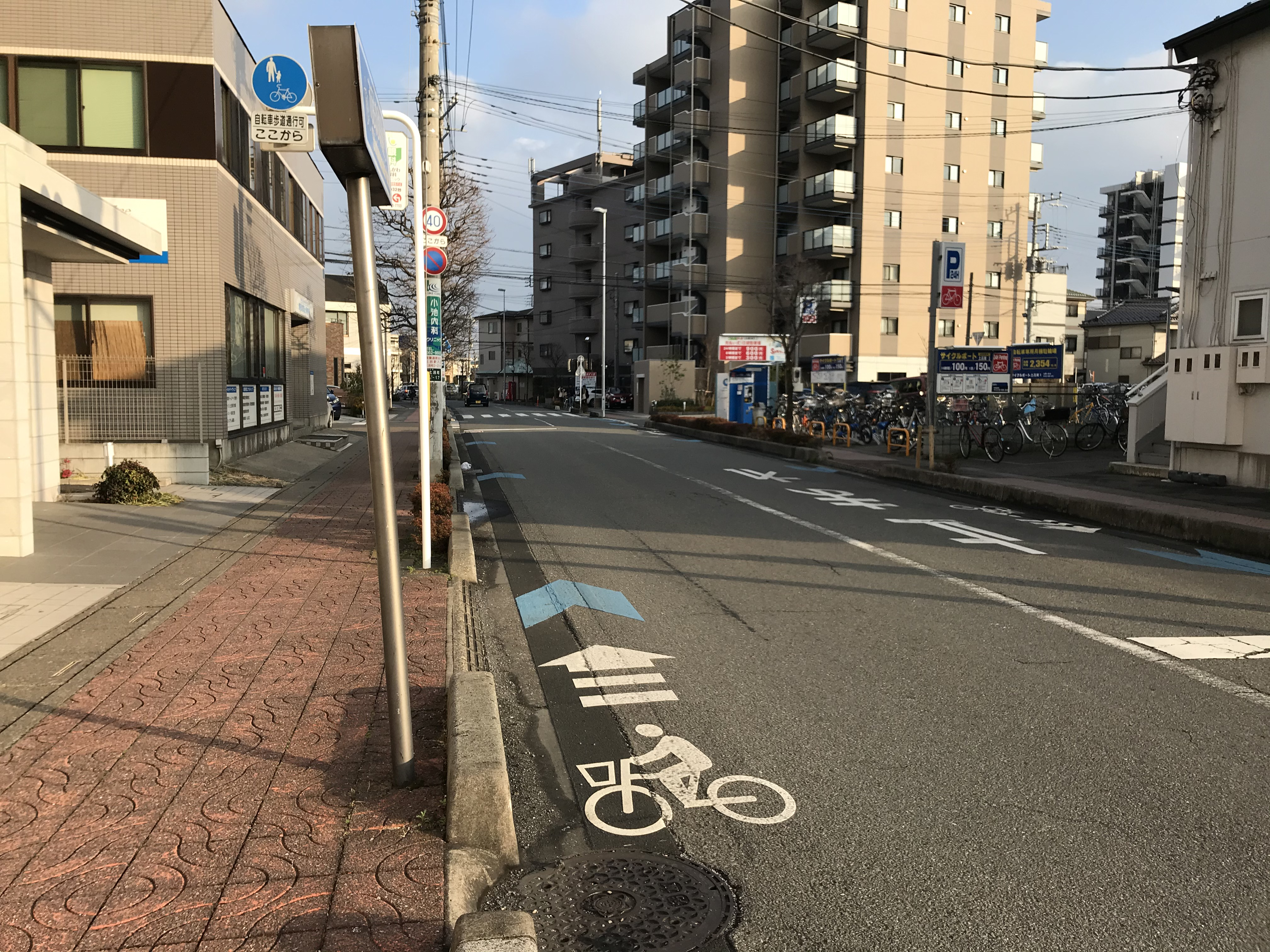
東口から伸びる市民の森通り

- 大宮盆栽村 - 駅南側の盆栽町に所在。その名の通り盆栽を販売する盆栽園がいくつかある。
- さいたま市大宮盆栽美術館
- 彩の国さいたま人づくり広域連合 自治人材開発センター
- 川口信用金庫土呂支店
- 彩の国東大宮メディカルセンター
- さいたま市立土呂中学校
- スターバックスコーヒー さいたま土呂店

西口側
- ニューシャトル 加茂宮駅
- さいたま市北区役所
- とろマイン（東武ストア）
- 埼玉りそな銀行 大宮支店土呂出張所
- 土呂西口郵便局
- 埼玉県営植竹団地
- 埼玉県自動車学校
- 埼玉県立特別支援学校大宮ろう学園（旧・埼玉県立大宮ろう学校）
- さいたま市立植竹中学校
- さいたま市立植竹小学校
- さいたま市立大砂土小学校
- ステラタウン - ショッピングモール。当駅から無料シャトルバスが運行されている。
- さいたま北部医療センター
- 星槎国際高等学校大宮キャンパス

### 道路
- 埼玉県道35号川口上尾線（産業道路）
- 土呂駅西通り
- 市民の森通り

## バス・乗合タクシー
土呂駅東口
- さいたま市乗合タクシー（運行は見沼交通に委託）
  - さいたま市見沼区大砂土東地区乗合タクシー「みぬま号」：東大宮駅行き - 平日運行
  - さいたま市見沼区片柳西地区乗合タクシー「カワセミ号」：日大前行き - 平日運行

土呂駅西口
- さいたま市コミュニティバス（運行は東武バスウエスト大宮営業事務所に委託）
  - さいたま市北区コミュニティバス：宮原駅西口行き／宮原駅東口行き - 平日運行
- 平成エンタープライズ
  - ステラタウン無料シャトルバス：ステラタウン行き - 毎日運行

## 隣の駅
東日本旅客鉄道（JR東日本）
■宇都宮線
■快速（「ラビット」を含む）
通過
■普通
大宮駅 (JU 07・JS 24) - 土呂駅 - 東大宮駅

### 記事本文